# On My Own
"On My Own" is een nummer dat met name bekend is geworden in de versie van de Amerikaanse zangers Patti LaBelle en Michael McDonald uit 1986.
Het nummer is geschreven en geproduceerd door Burt Bacharach en zijn toenmalige vrouw Carole Bayer Sager. De eerste versie van het nummer is opgenomen door zangeres Dionne Warwick voor haar album Friends uit 1985. Vervolgens werd het nummer opgenomen als duet door LaBelle en McDonald als nummer voor LaBelles achtste studioalbum, Winner in You (1986). Het nummer werd op 22 maart 1986 uitgebracht als de eerste single van het album. Tekstueel was "On My Own" gebaseerd op een relatie die ten einde was gekomen, waarbij beide partijen in een melancholische toestand hun eigen weg gingen met af en toe de mogelijkheid om op een dag weer bij elkaar te komen.
Beide artiesten namen hun deel van het nummer in verschillende steden op en dit werd later in de studio tot een nummer gemixt. Ook in de videoclip van het nummer zijn de artiesten niet bij elkaar, waarbij de ene aan de oost- en de ander aan de westkust van de Verenigde Staten te zien is. De zangers werden aan verschillende zijden van een split screen getoond.
Beide artiesten hadden in de jaren '70 uitgebreid succes gehad in respectievelijk de groepen Labelle en the Doobie Brothers. Met "On My Own" scoorden ze beiden hun meest succesvolle single. De single stond drie weken lang nummer één in de Billboard Hot 100. Het nummer bereikte ook de nummer één plek in Canada, Ierland en Nederland In het Verenigd Koninkrijk werd de tweede plek gehaald, in Vlaanderen de derde. 

## NPO Radio 2 Top 2000
| Nummer met noteringen in de NPO Radio 2 Top 2000 | '99  | '00  |
| ------------------------------------------------ | ---- | ---- |
| On My Own                                        | 1712 | 1453 |

1. ↑  Een vetgedrukt getal geeft de hoogste notering aan.
2. ↑  Deze tabel is bijgewerkt tot en met de laatste editie (2024).